# Lorne Balfe

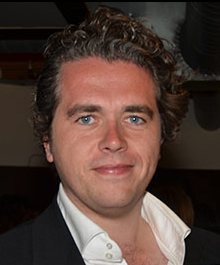
Lorne Balfe (2013)

Lorne Balfe (* 23. Februar 1976 in Inverness) ist ein schottischer Filmkomponist. Er war 15 Jahre lang als Co-Komponist oder Assistent für Hans Zimmer tätig. Balfe war schon an Projekten wie Inception, Sherlock Holmes oder der Musik zum Videospiel Call of Duty: Modern Warfare 2 beteiligt. Als Produzent der Musik zu The Dark Knight gewann er 2009 einen Grammy, für seine Komposition zu Ruhelos erhielt er einen Emmy. Er arbeitet auch unter dem Pseudonym Oswin Mackintosh.

## Leben und Werdegang
Als Sohn des Musikers David Balfe geboren, kam Lorne bereits früh in Kontakt mit dem Musikgeschäft. Er zog nach Los Angeles, um bei Remote Control Productions zu arbeiten. Dort lernte und arbeitete er unter anderem bei Hans Zimmer und schrieb dort Stücke zu The Da Vinci Code – Sakrileg, The Dark Knight oder Inception. Sein erster Film, zu dem er allein die Musik anfertigte, war Ironclad. Unter seinen Kollegen ist er als ein Komponist bekannt, der besonders schnell arbeitet. Balfe komponiert auch Musik für Fernsehserien, Werbung und Trailer. Neben Filmmusik ist er einem breiten Publikum zudem als Komponist von Videospielmusik bekannt, unter anderem von Call of Duty: Modern Warfare 2, Assassin’s Creed und Beyond: Two Souls.

## Filmografie (Auswahl)

### Haupt-Kompositionen
- 2010: Sodales (Kurzfilm)
- 2010: Megamind (mit Hans Zimmer)
- 2011: Ironclad – Bis zum letzten Krieger (Ironclad)
- 2011: Dickste Freunde (The Dilemma, mit Hans Zimmer)
- 2012: The Crime (The Sweeney)
- 2012: Ruhelos (Restless, Fernsehfilm)
- 2013: Die Bibel (The Bible, Miniserie, eine Folge, mit Hans Zimmer)
- 2013: Frozen Ground (The Frozen Ground)
- 2014: Son of God (mit Hans Zimmer)
- 2014: Die Pinguine aus Madagascar (Penguins of Madagascar)
- 2015: Home – Ein smektakulärer Trip (Home)
- 2015: Terminator: Genisys
- 2015: Captive
- 2016: 13 Hours: The Secret Soldiers of Benghazi
- 2016: Dirty Cops – War on Everyone (War on Everyone)
- 2017: The LEGO Batman Movie
- 2017: Ghost in the Shell
- 2017: Churchill
- 2017: The Crown (Fernsehserie, 10 Folgen)
- 2017: Rakka (Kurzfilm)
- 2017: Geostorm
- 2017–2018: Genius (Fernsehserie, 11 Folgen)
- 2018: Operation: 12 Strong (12 Strong)
- 2018: Pacific Rim: Uprising
- 2018: Mission: Impossible – Fallout
- 2019: Georgetown
- 2019: Ad Astra – Zu den Sternen (Ad Astra)
- 2019: Gemini Man
- seit 2019: His Dark Materials (Fernsehserie, 23 Folgen)
- 2019: Jungleland
- 2019: 6 Underground
- 2020: Bad Boys for Life
- 2020: Songbird
- 2021: The Tomorrow War
- 2021: Black Widow
- 2021: Denen man vergibt (The Forgiven)
- 2021: Silent Night – Und morgen sind wir tot (Silent Night)
- 2021: Dopesick (Miniserie, 8 Folgen)
- 2021: Rumble – Winnie rockt die Monster-Liga (Rumble)
- seit 2021: Das Rad der Zeit (The Wheel of Time, Fernsehserie)
- 2022: Ambulance
- 2022: Top Gun: Maverick
- 2022: Secret Headquarters
- 2022: Ticket ins Paradies (Ticket to Paradise)
- 2022: Infinite Storm
- 2022: Black Adam
- 2023: Luther: The Fallen Sun
- 2023: Dungeons & Dragons: Ehre unter Dieben (Dungeons & Dragons: Honor Among Thieves)
- 2023: Tetris
- 2023: Ghosted
- 2023: Mission: Impossible – Dead Reckoning Teil Eins (Mission: Impossible – Dead Reckoning Part One)
- 2023: Gran Turismo
- 2023: Das Leben auf unserem Planeten (Life on our Planet, Dokumentarserie, 8 Folgen)
- 2024: Argylle
- 2024: Bad Boys: Ride or Die
- 2024: Beverly Hills Cop: Axel F
- 2024: Carry-On
- 2025: We Are Storror (Dokumentarfilm)
- 2025: Hallow Road
- 2025: Mr. No Pain (Novocaine)
- 2025: The Woman in the Yard
- 2025: Die nackte Kanone (The Naked Gun)

### Zusätzliche Musik
- 2005: Hellraiser: Deader (mit Henning Lohner)
- 2005: Wallace & Gromit – Auf der Jagd nach dem Riesenkaninchen (Wallace & Gromit: The Curse of the Were-Rabbit, mit Julian Nott)
- 2005: BloodRayne (mit Henning Lohner)
- 2005: Santa’s Slay – Blutige Weihnachten (Santa’s Slay, mit Henning Lohner)
- 2006: 10.5 – Apokalypse (10.5: Apocalypse, mit Henning Lohner)
- 2006: The Da Vinci Code – Sakrileg (The Da Vinci Code, mit Hans Zimmer)
- 2006: Pirates of the Caribbean – Fluch der Karibik 2 (Pirates of the Caribbean: Dead Man’s Chest, mit Hans Zimmer)
- 2006: Liebe braucht keine Ferien (The Holiday, mit Hans Zimmer)
- 2007: Pirates of the Caribbean – Am Ende der Welt (Pirates of the Caribbean: At World’s End, mit Hans Zimmer)
- 2007: Transformers (mit Steve Jablonsky)
- 2007: Die Simpsons – Der Film (The Simpsons Movie, mit Hans Zimmer)
- 2007: Bee Movie – Das Honigkomplott (Bee Movie, mit Rupert Gregson-Williams)
- 2008: The Dark Knight (mit Hans Zimmer und James Newton Howard)
- 2008: Iron Man (mit Ramin Djawadi)
- 2008: Madagascar 2 (Madagascar: Escape 2 Africa, mit Hans Zimmer)
- 2008: Frost/Nixon (mit Hans Zimmer)
- 2009: Sherlock Holmes (mit Hans Zimmer)
- 2009: Transformers – Die Rache (Transformers: Revenge of the Fallen, mit Steve Jablonsky)
- 2009: Illuminati (mit Hans Zimmer)
- 2010: Inception (mit Hans Zimmer)
- 2011: Rango (mit Hans Zimmer)
- 2011: Kung Fu Panda 2 (mit Hans Zimmer und John Powell)
- 2012: Madagascar 3: Flucht durch Europa (Madagascar 3: Europe’s Most Wanted, mit Hans Zimmer)

### Videospiele
- 2009: Call of Duty: Modern Warfare 2 (mit Hans Zimmer)
- 2011: Crysis 2 (mit Hans Zimmer)
- 2011: Assassin’s Creed: Revelations (mit Jesper Kyd)
- 2011: Skylanders: Spyro’s Adventure (mit Hans Zimmer)
- 2012: Assassin’s Creed III
- 2012: Skylanders: Giants
- 2013: Beyond: Two Souls (mit Normand Corbeil)
- 2013: Skylanders: SWAP Force
- 2014: Skylanders: Trap Team
- 2015: Skylanders: SuperChargers
- 2016: Skylanders: Imaginators
- 2018: Bless Online (mit Hans Zimmer)
- 2018: FIFA 19 The Journey – Champions[8] (mit Hans Zimmer)

## Auszeichnungen
- Nominierung für den World Soundtrack Award für Crying with Laughter (2009)[9]